# Phthonoloba thalassias
Phthonoloba thalassias är en fjärilsart som beskrevs av Semper 1902. Phthonoloba thalassias ingår i släktet Phthonoloba och familjen mätare. Inga underarter finns listade i Catalogue of Life.